# 立原啓裕
立原 啓裕（たちはら けいすけ、1954年〈昭和29年〉1月12日 - ）は、日本の俳優、タレント。

## 来歴・人物
大阪府出身、奈良県桜井市育ち。関西圏を中心に、テレビ・ラジオで活躍している。滋賀県大津市在住。既婚。

### 劇団四季に入団
桃山学院高等学校、大阪芸術大学芸術学部放送学科を卒業、1977年に劇団四季に入団し、浅利慶太に師事する。厳しい修行をしたが、ダンスが苦手だった為、夜中一人でダンスの特訓をし、浅利にそれが認められ入団三年目で、初の舞台を踏む。以後300本を超える舞台を経験したが、1982年に退団した。また、退団後大阪に戻りMC企画に所属し1994年に個人事務所「立原オフィス」を設立した。

### 退団後・そして放送タレントに
退団後すぐに時代劇『暴れん坊将軍』にゲスト出演するが、劇団時代のリアクションの演技がスタッフ等の目を引き過ぎてしまい、カルチャーショックを受ける。同年にはKBS京都『ハイヤング京都』でラジオDJとしてデビューし、ラジオ大阪『決定!全日本歌謡選抜』のパーソナリティに抜擢される。『決定!全日本歌謡選抜』での自称は「Mr.スリム」であった。

### 劇団を旗揚げ
1985年に、升毅と牧野エミの3人で、演劇ユニット「売名行為」を結成し座長になり、関西の演劇層に一大ムーブメントを作り人気を博したが1991年10回目の大公演を終え解散。テレビでの活躍が目立っていく。

### レギュラー番組本数の日本新記録樹立
放送タレントとしては、1987年にテレビ大阪『町ごとドンドン生放送』へ出演、以後テレビ・ラジオの出演数が増え、1989年には『探偵!ナイトスクープ』（ABCテレビ）の探偵や、『立原啓裕の昼はおまかせ!電リクだぁ!!』（ABCラジオ）メインパーソナリティ、『OBCブンブンリクエスト』（ラジオ大阪）など、レギュラー16本と絶頂を極め、関西ローカルながらレギュラー本数日本新記録の鉄人記録を樹立した。現在もその記録は破られていない。

### メディカルタレント
しかし、過酷なスケジュールとの戦いと多忙がたたり、2ヶ月の病気・療養生活を余儀なくされ、以後はレギュラー本数を減らすとともに、「メディカルタレント」を宣言し、日本医学ジャーナリスト協会にも所属、全国的に講演活動も行うようになった。その時の体験を本にまとめ、2004年にメタモル出版から出版した『立原啓裕の自律神経安定法』CD付きが、2007年6月頃からネット上で話題となり、健康のみならず、願望実現に効果があった等の声が多数寄せられ、巷でブームを呼んでいる。医療健康本という専門書の分類にありながら、ついに7万部突破のベストセラーとなる。
それを受けて、2010年6月21日第2弾本『CDを聞くだけであなたの不安が消える本』(CD付き)を角川グループ中経出版からビジネス実用書として上梓した。
モチベーションアップ・性格改善・願望実現に特化した内容で、全国の自治体等を中心に講演活動も好調な展開を見せている。
なお、1989年7月以来探偵として出演してきた『探偵!ナイトスクープ』では、後半は特に「病弱キャラ」として「死にかけ探偵」などといじられるなどで活躍し、新分野への挑戦を理由に2005年4月16日放送分をもって探偵として16年間の出演を終了したが、2006年7月28日から顧問として復帰している。かつて本番組内で、「薬（錠剤やカプセル）を見ただけで中身の成分を言い当てられる」という特技を披露したことがある。ちなみに病弱キャラの裏返しなのか、健康器具マニアである事が『たかじん胸いっぱい』で明らかにされている。

### 現在
大阪芸術大学放送学科グループ客員教授に就任し後進の指導に力を入れていた。
2010年2月27日に放送された『よしもとモノマネGP2010』内で、博多大吉が「久米宏に扮装したつもりが立原啓裕になってしまった」といったときにテロップで「立原啓介」と出たが、間違いである。
2010年、間瀬りさ、水澤薫、月野さあやの三人からなるユニット「ポケットパレットw.」を自らのプロデュースにより手掛ける。
2014年には滋賀県大津市にNPO法人びわこココロ塾を設立し、過去に自身が心の病に倒れた経験から心のケアに関する国民意識の向上をテーマに最後の発信をしていくとした。しかし2019年にココロ塾は閉鎖している。

## 出演

### 過去の主な担当番組
テレビ
情報・ワイドショー番組
| 期間       | 期間      | 番組名                           | 役職                       |
| ---------- | --------- | -------------------------------- | -------------------------- |
| 1988年10月 | 1992年3月 | 晴れ時々たかじん（ABCテレビ）    | 火曜日パートナー出演       |
| 1993年10月 | 2008年6月 | 痛快!エブリデイ（関西テレビ）    | 木曜日ゲストコメンテーター |
| 1994年4月  | 2004年3月 | ワイドABCDE〜す（ABCテレビ）     | 火曜日レギュラー出演       |
| 2003年4月  | 2009年3月 | 金曜いただきッ!（サンテレビ）    | 総合司会                   |
| 2006年4月  | 2008年3月 | ちちんぷいぷい（毎日放送）       | 水曜日レギュラー出演       |
| 2009年4月  | 2010年3月 | ゆうドキッ!（奈良テレビ）        | 水曜日メインMC             |
| 2010年1月  | 2011年3月 | スーパーモーニング（テレビ朝日） | 特集企画専任担当           |
| 2010年4月  | 2011年3月 | ゆうドキッ!（奈良テレビ）        | 金曜日メインMC             |

バラエティ番組・その他
- 探偵!ナイトスクープ（ABCテレビ）[6]
- 現代用語の基礎体力（よみうりテレビ）
- ムイミダス（よみうりテレビ）
- 未確認飛行ぶっとい（よみうりテレビ）
- 立原啓裕の体にいい時間（サンテレビ）
- いやはやなんとも金曜日（福井テレビ）

ラジオ
- ラジ関アフタヌーン（月・火、ラジオ関西）
- 立原啓裕のからだにきくラジオ（月・火、ラジオ関西）
- 立原啓裕の昼はおまかせ!電リクだぁ!!（ABCラジオ）
- 立原啓裕 噂のダイヤル1008（ABCラジオ）
- 立原啓裕 昼ドキ! ワイド1008（ABCラジオ）
- 立原啓裕の夜想クラブ（MBSラジオ）
- 立原啓裕 ニュースナビゲーション（MBSラジオ）
- ハイヤングKYOTO (第一期)（KBS京都）[1]
- ナイス・キャンパス（KBS京都）[1]
- 立原啓裕のラジオビート1215（KBS京都）
- 歌う！とんべい（KBS京都）
- 京都大好きラジオ（KBS京都）
- 立原啓裕のツー快！お昼ドキッ（CBC）
- 決定!全日本歌謡選抜→TOYOTA SUPER COUNTDOWN 50（ラジオ大阪）[1]
- OBCブンブンリクエスト（ラジオ大阪）[1]
- SOUND LINE ラジウム音線（エフエム大阪）[1]
- 立原啓裕のカリヨンスケッチ（エフエム大阪）
- ニュートンのリンゴ（FM福井）

### テレビドラマ
- 必殺仕事人 第84話「散り技仕事人危機激進斬り」（1981年） - 三平
- 吉宗評判記 暴れん坊将軍  第158話「地獄の鐘は暮六つに鳴る」（1981年、テレビ朝日/東映） - 清次
- 源九郎旅日記 葵の暴れん坊 第21話「葉隠れは金魚侍と見つけたり」（1982年、テレビ朝日/ 東映） - 井上
- 遠山の金さん 第1シリーズ 第72話「闇祭り、狙われた花嫁行列!」（1983年、テレビ朝日/ 東映）
- 風に向かって走れ！芸大女子駅伝部（2010年、ABC） - マスター

### 舞台
- 祭平成の歌垣「花夢絵巻」（平城遷都1300年祭）

### 著書
- 宇佐見敏夫監修 『CDを聞くだけであなたの不安が消える本』 中経出版 2010年6月 ISBN 4-80613-598-4
- 『立原啓裕の自律神経安定法』 メタモル出版（Kokoro books）2004年10月 ISBN 4-89595-467-6